# Liste des cultures néolithiques en Chine
Cet article présente la liste des cultures néolithiques en Chine, telle qu'elle a été établie par les archéologues chinois et étrangers, depuis le début du XXe siècle.

## Néolithisation de la Chine
| Dates (av. J.-C.) | Nom                    | Nom chinois | Localisation                                  |
| ----------------- | ---------------------- | ----------- | --------------------------------------------- |
| 7500–6100         | Culture de Pengtoushan | 彭頭山文化  | cours du moyen Yangzi Jiang, au nord du Hunan |
| 7000–5000         | Culture de Peiligang   | 裴李崗文化  | Rivière Luo, région centrale du Henan         |
| 6500–5500         | Culture de Houli       | 后李文化    | Shandong                                      |

## Cultures néolithiques
| Dates (av. J.-C.) | Nom                        | Nom chinois | Localisation                                                |
| ----------------- | -------------------------- | ----------- | ----------------------------------------------------------- |
| 6200–5400         | Culture de Xinglongwa      | 興隆洼文化  | provinces de Mongolie-Intérieure et du Liaoning             |
| 6000–5500         | Culture de Cishan-Beifudi  | 磁山文化    | sud de Hebei                                                |
| 5800–5400         | Culture de Dadiwan         | 大地灣文化  | Gansu et ouest de Shaanxi                                   |
| 5500–4800         | Culture de Xinle           | 新樂文化    | rivière Liao et de la péninsule du Liaodong                 |
| 5400–4500         | Culture de Zhaobaogou (en) | 趙宝溝文化  | vallée du Luan He en Mongolie-Intérieure et nord de Hebei   |
| 5300–4100         | Culture de Beixin          | 北辛文化    | Shandong                                                    |
| 5000–4500         | Culture de Hemudu          | 河姆渡文化  | Yuyao et Zhoushan, Zhejiang                                 |
| 5000–3000         | Culture de Daxi            | 大溪文化    | région des Trois Gorges                                     |
| 5000–3000         | Culture de Majiabang (en)  | 馬家浜文化  | région du Lac Tai et nord de la Baie de Hangzhou            |
| 5000–3000         | Culture de Yangshao        | 仰韶文化    | Henan, Shaanxi, et Shanxi                                   |
| 4700–2900         | Culture de Hongshan        | 紅山文化    | Mongolie-Intérieure, Liaoning, et Hebei                     |
| 4100–2600         | Culture de Dawenkou        | 大汶口文化  | Shandong, Anhui, Henan, et Jiangsu                          |
| 3800–3300         | Culture de Songze (en)     | 崧澤文化    | région du Lac Tai                                           |
| 3400–2250         | Culture de Liangzhu        | 良渚文化    | Delta du Yangzi Jiang                                       |
| 3100–2700         | Culture de Majiayao        | 馬家窯文化  | cours supérieur du Fleuve Jaune dans le Gansu et le Qinghai |
| 3100–2700         | Culture de Qujialing (en)  | 屈家嶺文化  | cours moyen du Yangzi Jiang dans le Hubei et le Hunan       |
| 3000–2000         | Culture de Longshan        | 龍山文化    | cours inférieur du Fleuve Jaune                             |
| 2800–2000         | Culture de Baodun          | 寶墩文化    | Plaine de Chengdu                                           |
| 2500–2000         | Culture de Shijiahe (en)   | 石家河文化  | cours moyen du Yangzi Jiang dans le Hubei                   |

## Représentation schématique
| année (BC) | Nord- est de la Chine (1)        | Nord- ouest de la Chine (2) | Cours moyen Fleuve jaune (Zhongyuan) (3) | Cours inférieur- Fleuve jaune (4) | Cours inférieur- Yangzi Jiang (5) | Cours moyen- Yangzi Jiang (6)             | Sichuan (7)                 | Sud est de la Chine (8)     | Sud- ouest de la Chine (9) |
| ---------- | -------------------------------- | --------------------------- | ---------------------------------------- | --------------------------------- | --------------------------------- | ----------------------------------------- | --------------------------- | --------------------------- | -------------------------- |
| 7500       |                                  |                             |                                          |                                   |                                   |                                           |                             |                             |                            |
|            |                                  |                             |                                          |                                   |                                   |                                           |                             |                             |                            |
| 7000       |                                  |                             |                                          |                                   |                                   | Culture de Pengtoushan                    |                             |                             |                            |
|            |                                  |                             |                                          |                                   |                                   | (including                                |                             |                             |                            |
|            |                                  |                             |                                          |                                   |                                   | Culture du Chengbeixi                     |                             |                             |                            |
| 6500       |                                  | Culture de Dadiwan          | Culture de Peiligang                     | Culture de Houli                  |                                   | et Culture de Zhaoshi)                    |                             | Culture de Zengpiyan        |                            |
|            | Culture de Xinglongwa            | Culture de Laoguantai       | Culture de Cishan-Beifudi                | 6500-5500                         |                                   | 7000-5800                                 |                             | 7000-5500                   |                            |
|            | 6200-5400                        | Culture de Baijia (en)      | Culture de Jiahu                         |                                   |                                   |                                           |                             |                             |                            |
| 6000       |                                  | 6500-5000                   | Culture de Lijiacun (en)                 |                                   | Culture de Kuahuqiao (en)         |                                           |                             |                             |                            |
|            |                                  |                             | 6500-5000                                |                                   | 6000-5000                         |                                           |                             |                             |                            |
|            |                                  |                             |                                          |                                   |                                   |                                           |                             |                             |                            |
| 5500       |                                  |                             |                                          |                                   |                                   |                                           |                             |                             |                            |
|            |                                  |                             |                                          | Culture de Beixin (en)            |                                   |                                           |                             |                             |                            |
|            | Culture de Xinle                 |                             |                                          | 5300-4500                         |                                   |                                           |                             |                             |                            |
| 5000       | 5300-4800                        | Culture de Yangshao         |                                          |                                   | Culture de Hemudu                 | Culture de Daxi                           |                             | Culture de Dapenkeng        |                            |
|            |                                  | 5000-3000                   |                                          |                                   | 5000-3400                         | 5000-3300                                 |                             | Culture de Fuguodun (en)    |                            |
|            |                                  |                             |                                          |                                   | Culture de Majiabang (en)         |                                           |                             | 5000-3000                   |                            |
| 4500       | Culture de Zhaobaogou (en)       |                             |                                          |                                   | 5000-4000                         |                                           |                             |                             |                            |
|            | 4500-4000                        |                             |                                          | Culture de Dawenkou               | Culture de Songze (en)            |                                           |                             |                             |                            |
|            |                                  |                             |                                          | 4300-2600                         | 4000-3000                         |                                           |                             |                             |                            |
| 4000       |                                  |                             |                                          |                                   |                                   |                                           |                             |                             |                            |
|            |                                  |                             |                                          |                                   |                                   |                                           |                             |                             |                            |
|            |                                  |                             |                                          |                                   |                                   |                                           |                             |                             |                            |
| 3500       |                                  |                             |                                          |                                   |                                   | Culture de Qujialing (en)                 |                             |                             |                            |
|            | Culture de Hongshan              |                             |                                          |                                   |                                   | 3500-2600                                 | Culture de Yingpanshan (en) |                             |                            |
|            | (incl. Culture de Fuhe (en)      | Culture de Majiayao         |                                          |                                   | Culture de Liangzhu               |                                           | ca 3100?                    |                             |                            |
| 3000       | 3400-2300                        | 3300-2700                   |                                          |                                   | 3200-1800                         |                                           |                             | Culture de Tanishan (en)    |                            |
|            |                                  | Culture de Banshan (en)     | *Henan-                                  |                                   |                                   | Culture de Shijiahe (en)                  | Culture de Baodun           | Culture de Shixia (en)      |                            |
|            |                                  | 2700-2400                   | Culture de Longshan                      | *Shandong-                        |                                   | 2500-2000                                 | 2800-2000                   | Culture de Nianyuzhuan (en) |                            |
| 2500       |                                  | Culture de Machang (en)     | 2800-2000                                | Culture de Longshan               |                                   | Culture de Qinglongquan (en)              |                             | Culture de Fengbitou (en)   |                            |
|            |                                  | 2400-2000                   |                                          | 2600-2000                         |                                   | = (Hubei-                                 |                             | Culture de Hedang (en)      | Culture de Baiyangcun (en) |
|            |                                  | *Culture de Qijia           |                                          |                                   |                                   | Culture de Longshan                       |                             | 3000-....                   | 2200-2100                  |
| 2000       | *Culture de Xiajiadian inférieur | 2300-1800                   |                                          |                                   |                                   | 2400-2000                                 |                             |                             | Culture de Dalongtan (en)  |
|            | 2000-300                         |                             | *Culture de Erlitou                      | *Culture de Yueshi (en)           |                                   |                                           |                             |                             | 2100-2000                  |
|            |                                  | *Culture de Siba            | 1900-1500                                | 1900-1500                         | *Culture de Maqiao (en)           |                                           |                             |                             |                            |
| 1500       |                                  | 1950-1500                   |                                          |                                   | 1800-1200                         | *Culture de Chang Jiang (en) (Sanxingdui) | from 1500                   |                             |                            |

Légende
1. Nord est de la Chine : Mongolie-Intérieure, Heilongjiang, Jilin et Liaoning.
2. Nord ouest de la Chine (cours supérieur du Fleuve Jaune) : Gansu, Qinghai et ouest du Shaanxi.
3. Centre nord de la Chine (cours moyen du Fleuve Jaune) : Shanxi, Hebei, ouest du Henan et est du Shaanxi.
4. Est de la Chine (cours inférieur du Fleuve Jaune) : Shandong, Anhui, Nord du Jiangsu et Est du Henan.
5. Sud est de la Chine (cours inférieur du Yangzi Jiang) : Zhejiang et Jiangsu.
6. Centre sud de la Chine (cours moyen du Yangzi Jiang) : Hubei et Nord du Hunan.
7. Sichuan cours supérieur du Yangzi Jiang.
8. Sud-Est de la Chine : Fujian, Jiangxi, Guangdong, Guangxi, sud du Hunan, cours inférieur du Fleuve Rouge au nord du Vietnam et Taiwan.
9. Sud-Ouest de la Chine : Yunnan et Guizhou.

Carte de la Chine au Néolithique

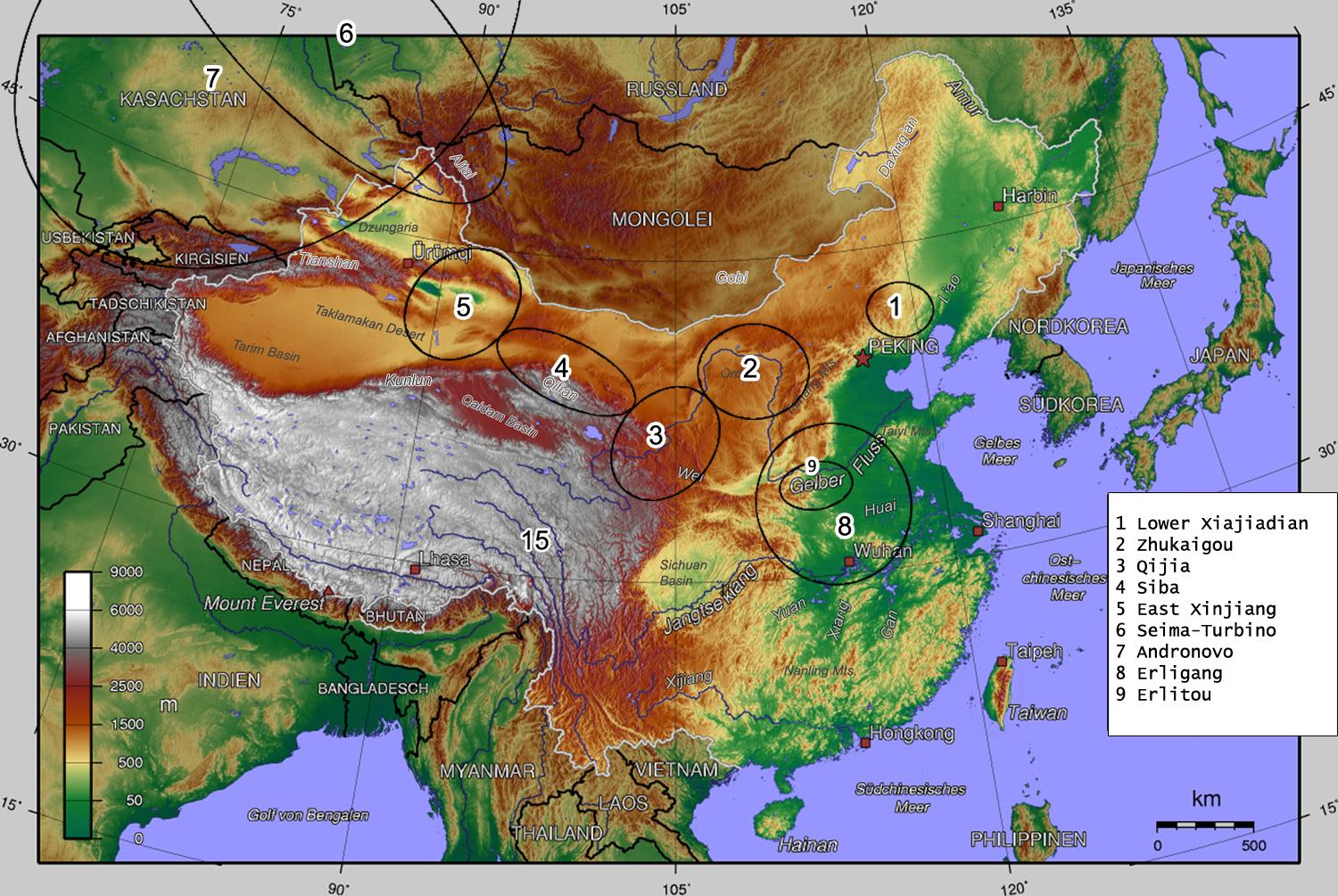
Le passage du Néolithique à l'Âge du Bronze en Chine du Nord et dans les steppes d'Asie Centrale